# FK Baïkal Irkoutsk
Maillots
Le FK Baïkal Irkoutsk (russe : Футбольный спортивный клуб «Байкал» Иркутск) est un club de football russe fondé en 2009 et basé à Irkoutsk.

## Histoire
Fondé en 2009, un an après la dissolution du Zvezda Irkoutsk, le club dispute sa première saison en quatrième division russe dans le groupe Sibérie où il termine deuxième, lui permettant d'accéder à la troisième division professionnelle en 2010. Après cinq années à cet échelon, le Baïkal remporte le groupe Est lors de la saison 2014-2015 et est promu en deuxième division, dont il est immédiatement relégué à l'issue de la saison 2015-2016. Le club se retire par la suite de toutes compétitions nationales avant de réintégrer la quatrième division pour la saison 2017.

## Bilan sportif

### Classements en championnat
La frise ci-dessous résume les classements successifs du club en championnat de Russie.

### Bilan par saison
| Saison    | Championnat          | Championnat | Championnat | Championnat | Championnat | Championnat | Championnat | Championnat | Championnat | Championnat | Coupe de Russie     |
| Saison    | Division             | Pos         | Pts         | J           | V           | N           | D           | BP          | BC          | Diff        | Coupe de Russie     |
| --------- | -------------------- | ----------- | ----------- | ----------- | ----------- | ----------- | ----------- | ----------- | ----------- | ----------- | ------------------- |
| 2009      | 4e Sibérie           | 2e          | 40          | 18          | 12          | 4           | 2           | 50          | 23          | +27         | —                   |
| 2010      | 3e Est               | 2e          | 56          | 30          | 17          | 5           | 8           | 56          | 43          | +13         | Cinquième tour      |
| 2011-2012 | 3e Est               | 7e          | 52          | 36          | 13          | 13          | 10          | 42          | 37          | +5          | Cinquième tour      |
| 2012-2013 | 3e Est               | 8e          | 28          | 30          | 8           | 4           | 18          | 36          | 61          | -25         | Deuxième tour       |
| 2013-2014 | 3e Est               | 5e          | 36          | 24          | 9           | 9           | 6           | 31          | 20          | +11         | Premier tour        |
| 2014-2015 | 3e Est               | 1er         | 44          | 24          | 11          | 11          | 2           | 37          | 18          | +19         | Quatrième tour      |
| 2015-2016 | 2e                   | 19e         | 26          | 38          | 8           | 2           | 28          | 29          | 73          | -44         | Seizièmes de finale |
| 2017      | 4e Sibérie B         | 3e          | 3           | 6           | 1           | 0           | 5           | 11          | 24          | -13         | —                   |
| 2018      | 4e Sibérie orientale | 3e          | 4           | 6           | 1           | 1           | 4           | 7           | 35          | -28         | —                   |
| 2019      | 4e Sibérie orientale | 2e          | 8           | 6           | 2           | 2           | 2           | 8           | 6           | +2          | —                   |
| 2020      | 4e Sibérie orientale | 3e          | 0           | 2           | 0           | 0           | 2           | 1           | 7           | -6          | —                   |
| 2021      | 4e Sibérie           | 8e          | 10          | 16          | 2           | 4           | 10          | 18          | 33          | -15         | —                   |
| 2022      | 4e Sibérie           | 13e         | 20          | 28          | 6           | 2           | 20          | 26          | 52          | -26         | —                   |

Légende
- Promotion en division supérieure
- Relégation en division inférieure